# Killzone: Mercenary
Killzone: Mercenary es un videojuego de disparos en primera persona para la videoconsola portátil PlayStation Vita. Desarrollado por Guerrilla Games, es el segundo título portátil en la serie Killzone de videojuegos y quinto en general. Su lanzamiento se produjo el 5 de septiembre de 2013.

## Jugabilidad
Por primera vez en una campaña de Killzone, varios jugadores van a estar luchando junto a las fuerzas Helghast así como especialistas ISA. Como un mercenario, los jugadores son libres de decidir qué tácticas y loadouts utilizará para cumplir con su contrato; los empleadores premiarán a jugadores con armas y dinero si se completó la misión con éxito.
En el modo multijugador hay partidas de todos contra todos (Mercenary Warfare), duelos a muerte por equipos (Guerrilla Warfare) o caza de objetivos (Warzone). Con el modo multijugador se pueden conseguir Valour Cards y aumentar tus recompensas.

## Desarrollo
En la Gamescom 2012, se reveló que la nueva entrega de la saga Killzone para PlayStation Vita se titula Killzone: Mercenary y que sería desarrollado por Cambridge Studios. El juego es un videojuego de disparos en primera persona basado en el mismo motor gráfico que Killzone 3. Su lanzamiento se programó para septiembre de 2013.

## Recepción
Sitios web como GameRankings y Metacritic calificaron el juego con un 76.88% y 78/100, respectivamente.